# 젖혀끼우기
젖혀끼우기는 접촉해 있는 상대의 돌을 젖혀서 돌과 돌 사이에 끼우는 수법이다. 입구자 행마인 젖힘과 상대방 돌을 분단시키는 목적의 끼움을 동시에 수행하는 공격 수법이다.